# Gisela Necker
Gisela Necker (geb. 10. November 1932; gest. 24. Juni 2011 in Berlin) war eine Berliner Aktivistin der Lesbenbewegung seit den frühen 1970er Jahren. 
Als Teil der Homosexuellen Aktion Westberlin war sie Mitgründerin deren erster Lesbengruppe, später auch Mitgründerin des Lesbischen Aktionszentrums Westberlin und beteiligt an der Entstehung des Archivs Spinnboden.

## Leben
Necker wurde in Ostdeutschland geboren und wuchs als Waise auf. In der DDR arbeitete sie als Lehrerin, ging jedoch 1959 nach Westdeutschland. Necker lebte seit 1959 in West-Berlin und wurde dort Teil der lesbischen Subkultur. Unter anderem begegnete sie dort auch Käthe Reinhardt. Mit der Entstehung der Lesben- und Schwulenbewegung schloss sie sich dieser an, als Teil der Homosexuellen Aktion Westberlin gründete sie deren erste lesbische Gruppe mit. Necker war ebenfalls beteiligt an der Gründung des Frauenzentrums Westberlin und des Lesbischen Aktionszentrums Westberlin.

## Nachweise
1. 1 2  1950-72 Lesbian Life before Liberation | Berlin Goes Feminist. Abgerufen am 20. Februar 2019 (amerikanisches Englisch).
2. ↑  Friederike Mehl: Über Lesbisches Aktionszentrum Westberlin (LAZ). Digitales Deutsches Frauenarchiv, abgerufen am 5. März 2019.
3. ↑  Spinnboden: Gisela Necker. In: www.spinnboden.de. Archiviert vom Original am 21. Februar 2019; abgerufen am 20. Februar 2019.  Info: Der Archivlink wurde automatisch eingesetzt und noch nicht geprüft. Bitte prüfe Original- und Archivlink gemäß Anleitung und entferne dann diesen Hinweis.

| Personendaten    | Personendaten                          |
| ---------------- | -------------------------------------- |
| NAME             | Necker, Gisela                         |
| KURZBESCHREIBUNG | deutsche Aktivistin der Lesbenbewegung |
| GEBURTSDATUM     | 10. November 1932                      |
| STERBEDATUM      | 24. Juni 2011                          |
| STERBEORT        | Berlin                                 |